# Retorikai szituáció
A retorikai szituáció egy beszédhelyzet, egy olyan szituáció, ami az egyszerű embereket vagy képzett szakembereket valamilyen üggyel kapcsolatban megszólalásra készteti.
Ettől függ az ügy milyensége, a szónoki megnyilatkozás fajtája, de ettől függnek a szónoki beszéd részei is.

## Retorikai szituáció
- a beszéd létrejöttének és működésének alapja
- egy a beszélő – hallgató – tárgy hármassága által meghatározott helyzet
- objektív történeti esemény, amelynek központi tényezője a szükséglet
- személyek, események, tárgyak és viszonyok együttese, amelyben egy tényleges vagy lehetséges szükséglet merül fel
- a felmerülő szükségletet akkor lehet részben vagy egészben kielégíteni, ha a szöveg (beszéd), amely a szituációban létrejön, az emberi döntést és tevékenységet úgy tudja korlátozni és kényszeríteni, hogy a szükséglet lényegi módosításhoz vezessen
- a retorikai szituációnak három fő alkotóeleme van:

1. szükséglet (exigence)
2. hallgatóság (audience) – képes legyen a döntéshozatalra és képes legyen közvetíteni a döntéshozók felé
3. kényszer, korlát (constraint) – a szónokot megindítja, hogy hasson a hallgatóságra

## Fejlődési modellje – szakaszok
- eredeti kezdeti szakasz, amelyben a szükséglet létrejön, és azt észreveszi valaki
- érési szakasz – a szükséglet jelen van, a beszélő és hallgató felfigyelt rá
- romlási szakasz – az alkotóelemek konfigurációja változik
- megszűrési szakasz – nem értékelhető a szükséglet

Lényegi eleme a visszatérő jelleg; az objektív szituációk egyediek; a szituációk társas konstrukciók, meghatározás eredményei; nem azonos a szónok, beszélő szándékával; interszubjektív.
Lloyd F. Bitzer (1968) szerint a retorikai szituációk azoknak a kontextusoknak az összessége, amelyek hatására a szónok beszédet mond, vagy pontosabban személyek, események, tárgyak, viszonyok szövevénye, és az a kényszer, amely határozottan megnyilatkoztatásra késztet.
Alan Brinton gondolata alapján a retorika mint esztétika súlyt vet a formára, mint etika pedig válaszol egy szituációra.
Arisztotelész a retorikai szituációk különbözősége miatt különítette el egymástól a három beszédfajtát.
A retorikai szituációk fontosságát bizonyítja az illőség (kairosz vagy aptum) vagy a tárgyszerűség (preopon vagy deconum) elve. Különbséget tettek belső, illetve külső, azaz személyi és tárgyi illőség között – ez is a retorikai szituáció függvénye.
A retorikai szituációkban fontos elem a kényszer, de helyesebb, ha érdekről beszélünk (Bitzer–Brinton). Az érdekeltséget utilitásnak, hasznosságnak nevezik – ennek érdekében néha el lehet tekinteni a retorika előírásaitól.
A magyar retorikai szókészletben nem a fenti értelmében szerepel a retorikai szituáció kifejezés, inkább a beszéd tárgyát, a megnyilatkozás eszméjét jelenti. A retorikai szituáció – kommunikációs alaphelyzet, amely szükségszerűen feladóból, üzenetből és címzettből áll. Célja a meggyőzés és a hatásgyakorlás.

## A retorikai szituáció komplexitása
- retorikai megnyilatkozás, válasz egy szituációra
- a beszéd retorikai jelentőségét a szituációktól kapja
- a retorikai megnyilatkozás szükséges feltétele
- több retorikai szituáció jöhet létre anélkül, hogy megnyilatkozást hozott volna létre
- egy szituáció annyiban retorikai, amennyiben megnyilatkozásra szólít fel – s ez megváltoztathatja a szituációt
- egy megnyilatkozás retorikai, ha egy szituációra adott válaszként funkcionál
- a szituáció ellenőrzi  a retorikai választ olyan értelemben, amilyenben a kérdés ellenőrzi a választ és a probléma megoldását

A retorikai szituáció létrehoz egy ügyet (causa), amely tárgyul szolgál a szónok számára, aki az ügy megoldására vállalkozva az anyagot témává emeli. Az ügy milyensége megszabja a beszéd struktúráját, érvelését és terjedelmét.
Az ügy milyenségétől függ a szónoki beszéd fajtája is, amely háromféle lehet:
1. Tanácsadó – rá- vagy lebeszélés
2. Törvényszéki – vád- vagy védőbeszéd
3. Bemutató – dicséret vagy feddés

A szónoki beszéd az ügy milyenségétől és a szónoki beszéd fajtáitól függ.
Részei:
- beszéljünk a témáról (tétel)
- igazoljuk véleményünket (bizonyítás)

## Sztázis-elmélet
A relevancia szerepének fontosságát a politikai és jogi érvelésekben az ókori retorikai kézikönyvekben írták le. Hermagorasz, az i. e. 2. század közepén élt retorikatanár legfőbb művében a beszédkészítés szerkezetéről ír, és ő fejlesztette ki a sztázis elméletet. Az elmélet szerint akkor releváns egy érv/érvelés, ha az a beszéd (vita) témájához tartozik, annak részeként (vitapontjaként) értelmezhető.
Cicero és Quintilianus fejlesztette tovább az elméletet az adott témáról történő figyelemelterelés és mellébeszélés jelenségét vizsgálva a politikai és jogi/büntetőjogi beszédeknél. Habár alkalmatlan politikai vagy jogi argumentációk elemzésére, az irrelevancia vizsgálatának azonban ez az alapja.
Hermagorasz elméletének köszönhetően a szónok feladata az volt, hogy annyira meggyőzően kezelje a közéleti kérdéseket, amennyire csak lehet. Rendszerének az alapja, hogy az általa vizsgált beszédek – mint egész – mindig tartalmaznak valamiféle megválaszolandó kérdést, megoldandó vagy megbeszélendő problémát. Az argumentáció ezen kiinduló alapját nevezzük a beszéd sztázisának (a sztaszisz görög eredetű szó).
Quintilianus leírása szerint a fenti jelenségre számos egyéb, egymástól elkülönülő kifejezés is használható. Mai értelemben a terminust leginkább „ügynek” vagy „a vita lényegének”, „a vita kérdésének” fordíthatjuk.

## A sztázis és a relevancia kapcsolata
Démoszthenész egyik védőbeszédének esete a bíróságon jól mutatja, hogy hogyan kapcsolódik a sztázis a relevanciához. Aeschines arra kéri az esküdtszéket, hogy ne engedjék, hogy Démoszthenész irreleváns legyen, kapcsolja mondandóját az ügy sztázisához. Tehát a relevancia a sztázishoz való ragaszkodás, annak követése, az irrelevancia a sztázistól való eltérés. Észrevehető, hogy Quintilianus egy jogi esettel illusztrálja a sztázist. Hermagorasz rendszere elsődlegesen jogi vitákhoz lett kifejlesztve.